# اصغر محمدی
اصغر محمدی (زاده ۱۸ شهریور ۱۳۱۷ - درگذشته ۱۸ اسفند ۱۳۶۳) مدرس هنر، نقاش و مجسمه‌ساز اهل ایران است.

## زندگی‌نامه
شهرت اصغر محمدی به سبب جدیت و اهتمام او در آموزش هنر در هنرستان هنرهای زیبای پسران تهران است. به گونه‌ای که بسیاری از فارغ‌التحصیلان نام‌آور این هنرستان، محمدی را مهم‌ترین و یکی از تأثیر گذارترین معلمین و مدیران این هنرستان می‌دانند.

## زندگی هنری
- ۱۳۴۰ ورود به دانشکده هنرهای زیبای دانشگاه تهران.
- ۱۳۴۳ شرکت در چهارمین بی‌ینال منطقه‌ای تهران.
- ۱۳۴۴ اخذ مدرک لیسانس از دانشکده هنرهای زیبای دانشگاه تهران. آبان‌ماه، برگزاری نمایشگاه نقاشی «کودکان دبستان آینده».
- ۱۳۴۶ آغاز تدریس هنرهای تجسمی به دانشجویان «انستیتو تربیت مربیان هنری».
- ۱۳۴۷ حضور در نمایشگاه «بیست و پننج سال آفرینش هنری» در «موزه ایران باستان» تهران.
- ۱۳۴۸ شرکت در ششمین بی‌ینال پاریس. اخذ مدرک فوق‌لیسانس از دانشکده هنرهای زیبای دانشگاه تهران.
- ??۱۳ آبان‌ماه، سرپرستی «نمایشگاه نقاشی کودکان» در جشن فرهنگ و هنر.
- ۱۳۴۹ شرکت در نمایشگاه «روز جهانی حقوق بشر» (یونسکو) در تهران. آغاز تدریس رشته «آموزش و پرورش هنری» در بخش علوم تربیتی مدرسه عالی پاریس.
- ۱۳۵۰ نمایشگاه انفرادی در گالری «خانه آفتاب». نمایشگاه مجسمه در موزه «ایران باستان».
- ۱۳۵۱ نمایشگاه گروهی در فرانسه، پاریس. آبان‌ماه، سرپرستی نمایشگاه نقاشی کودکان در جشن فرهنگ و هنر.
- ۱۳۵۲ آغاز تدریس رشته دکوراسیون در انستیتو تکنولوژی تهران. آغاز تدریس رشته هنر و کاردستی در دانشگاه مکاتبه‌ای. نمایشگاه مجسمه در تالار قندریز. آبان‌ماه، سرپرستی نمایشگاه نقاشی کودکان در جشن فرهنگ و هنر.
- ۱۳۵۳ آغاز تدریس رشته طراحی در دانشکده معماری و شهرسازی دانشگاه ملی ایران. نمایشگاه گروهی در اصفهان. شرکت در نمایشگاه دهمین سال افتتاحیه تالار قندریز. شرکت در اولین نمایشگاه بین‌المللی هنر تهران.
- ۱۳۵۴ ریاست هنرستان هنرهای زیبای پسران (تا یک‌سال بعد). نمایشگاه «فضا و حجم» در مرکز فرهنگی آمریکا، در پاریس. شرکت در نمایشگاه «گنج و گستره».
- ۱۳۵۵ شرکت در نمایشگاه «پنجاه سال هنر ایران».
- ۱۳۵۶ شرکت در نمایشگاه گروهی «خانه بین‌المللی هنر»، پاریس. نمایشگاه نقاشی و تندیس در گالری «ورکامر»، پاریس. نمایش سه اثر برنزی در یک نمایشگاه گروهی در گالری «آتالی»، پاریس. ورود به دوره دکتری «تاریخ هنر» در دانشگاه سوربن، پاریس.
- ۱۳۵۷ بازگشت به ایران.
- ۱۳۵۸ نگارش «روش تدریس هنرهای تجسمی». سرپرستی مجدد در «هنرستان هنرهای تجسمی پسران».
- ۱۳۶۲ تدریس در مجتمع دانشگاهی هنر.

## درگذشت
اصغر محمدی در بامداد ۱۸ اسفند ۱۳۶۳ به علت سکته قلبی در تهران درگذشت.

## نکوداشت اصغر محمدی
در ۱۳ آبان ۱۳۸۹ مراسم نکوداشتی برای اصغر محمدی در نگارخانه برگ سازمان زیباسازی شهر تهران برگزار گردید. در این مراسم که به کوشش محمدحسن حامدی سردبیر مجله تندیس برپا شد، محمدابراهیم جعفری، محسن وزیری‌مقدم و سروژ بارسقیان به ایراد سخنرانی پرداختند، و فیلم مستندی ساخته امیر فرهاد دربارهٔ زندگی محمدی به نمایش درآمد.